# Jörg Hickl
Jörg Hickl (* 16. April 1965 in Wiesbaden) ist ein deutscher Großmeister im Schach.

## Leben

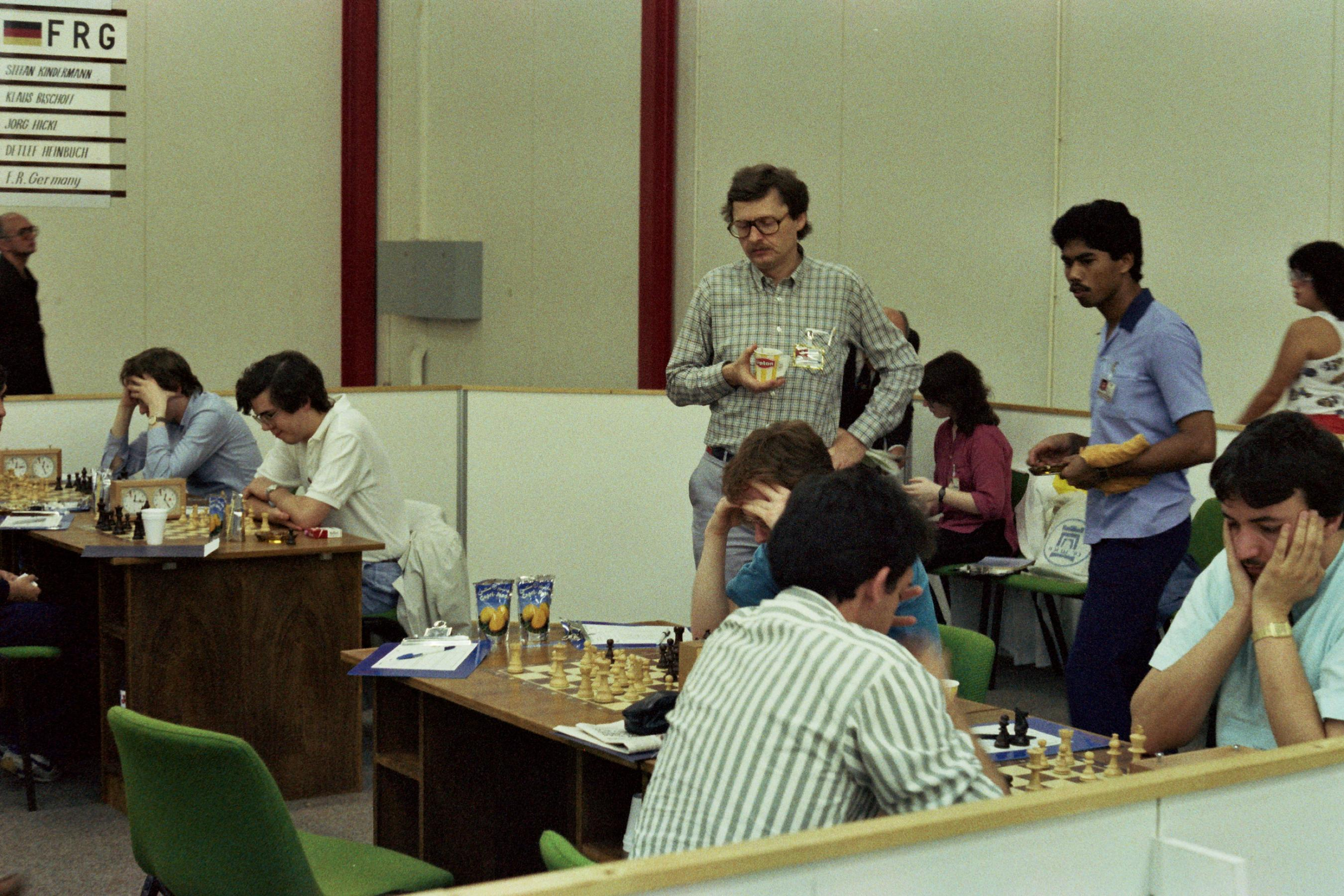
Stefan Kindermann, Klaus Bischoff, Jörg Hickl, Detlef Heinbuch und in der Mitte stehend Hans-Joachim Hecht auf der Schacholympiade 1986

Jörg Hickl trat 1974 in einen Schachklub ein. Anfang der 1980er Jahre war er einer der vielversprechendsten deutschen Jugendspieler. Im Jahre 1981 in Koblenz wurde er Deutscher Jugendmeister U17. Im Jahre 1983 nahm er als deutscher Vertreter in Belfort an der Juniorenweltmeisterschaft U20 teil, 1984 im finnischen Kiljava erreichte er einen geteilten fünften Platz.
Im Jahre 1986 wurde er Internationaler Meister, 1988 Großmeister. Er wurde 1987 beim Zonenturnier in München Zweiter und qualifizierte sich für das Interzonenturnier. 1991 gewann er in La Reunion, 1993 wurde er geteilter 1.–2. in Polanica-Zdrój, 1995 gewann er Turniere in Kalkutta, Bad Ragaz und Seefeld in Tirol. 1996 siegte er in Jakarta, 1997 in Reykjavík. Im Jahre 1998 wurde er in Bremen Deutscher Meister.
Hickl war mehrfacher deutscher Nationalspieler und nahm an vier Schacholympiaden (1986, 1988, 1996 und 2002) und den Mannschaftseuropameisterschaften 1989 und 1992 teil, wobei er 1989 mit der Mannschaft den dritten Platz erreichte und 1992 die Einzelwertung der Reservespieler gewann.
Seit 1997 organisiert er Schachreisen, die er als Trainer leitet. Er war verantwortlicher Redakteur der mit der Ausgabe 7/2010 eingestellten Schachzeitschrift Schachwelt, die seitdem als Webseite mit Blog fortgeführt wird. Er ist der Verleger des Schachreisen-Verlags.
Zusammen mit seinen beiden Koautoren Erik Zude und Uwe Schupp veröffentlichte Jörg Hickl 2008 das Schachlehrbuch Die Macht der Bauern. Strukturen, Pläne und Ideen für Vereinsspieler. Als Verleger brachte er 2015 das Werk von Robert Hübner Sechsundsechzig saftige Schnitzer heraus.

## Vereine

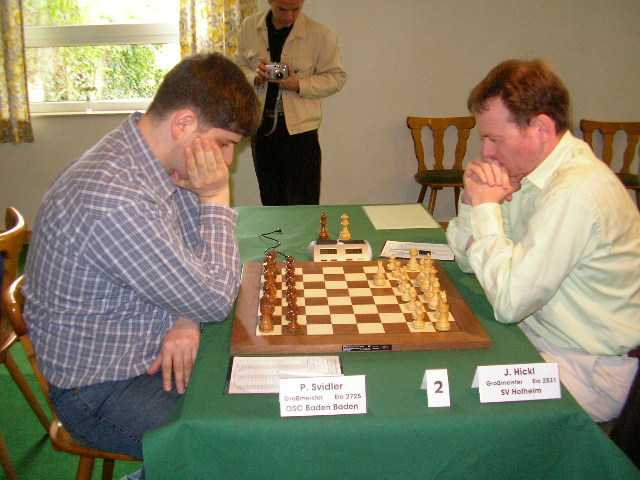
Pjotr Swidler (OSC Baden-Baden) und Jörg Hickl (SV 1920 Hofheim) in der Bundesliga 2004/05 im April 2005 in Porz.

Hickls erster Schachverein war Wallrabenstein (bei Wiesbaden). Im Jahre 1981 wechselte er zum SV Wiesbaden in die Oberliga. Ab 1984 spielte er bei Bayern München, mit dem er 1985, 1986, 1989, 1990 und 1991 deutscher Mannschaftsmeister wurde. Weitere Stationen waren ab 1991 die SG Porz, mit der er 1994 und 1996 Meister wurde, ab 1996 der SV Empor Berlin, ab 1998 der SV 1920 Hofheim in der 2. Bundesliga, ab 2000 die Stuttgarter SF und seit 2003 wieder der SV 1920 Hofheim. Daneben spielte er in der Österreichischen Staatsliga A von 1997 bis 2003 für den SK Hohenems, in der Schweizer Nationalliga A spielt er seit 2003 mit der Schachgesellschaft Riehen; außerdem nahm er an der griechischen Mannschaftsmeisterschaft 2002 teil.

## Spielstil
Hickl pflegt einen charakteristischen Spielstil, der in deutschen Schachkreisen unter dem Begriff „Einhickln“ bekannt ist. Er eröffnet häufig mit 1. g2–g3 als Weiß und 1. … d7–d6 als Schwarz und strebt jeweils geschlossene Stellungen an, in denen er die Entwicklung seiner Figuren zunächst auf die ersten drei Reihen seiner Bretthälfte beschränkt. Hickl bezeichnet diese von anderen oft als passiv angesehene Spielweise als „kontrollierte Verteidigung“ und begründet sie mit seinen eher mäßigen Theoriekenntnissen. Auch das Königsfianchetto wird von ihm als Eröffnung eingesetzt.